# Hoplotarache feae
Hoplotarache feae là một loài bướm đêm trong họ Noctuidae.